# مورغان ألين
مورغان ألين (بالإنجليزية: Morgan Allen)‏ هو لاعب اتحاد الرغبي بريطاني، ولد في 12 مارس 1990 في نيوبورت في المملكة المتحدة.